# Valsson
Valsson ist ein isländischer Name.

## Herkunft und Bedeutung
Der Name ist ein Patronym und bedeutet Sohn des Valur. Die weibliche Entsprechung ist Valsdóttir (Tochter des Valur).

## Namensträger
- Kari Valsson (* 1986), isländischer Eishockeyspieler
- Trausti Valsson (* 1946), isländischer Architekt